# Браунсборо Вилиџ (Кентаки)
Браунсборо Вилиџ (енгл. Brownsboro Village) град је у америчкој савезној држави Кентаки.

## Демографија
По попису из 2010. године број становника је 319, што је 1 (0,3%) становника више него 2000. године.
| Група             | 2000.       | 2010.       |
| Белци             | 314 (98,7%) | 311 (97,5%) |
| Афроамериканци    | 1 (0,3%)    | 2 (0,6%)    |
| Азијати           | 0 (0,0%)    | 1 (0,3%)    |
| Хиспаноамериканци | 2 (0,6%)    | 2 (0,6%)    |
| Укупно            | 318         | 319         |